# Nisse Simonson
Nils "Nisse" Simonson, född 13 juli 1942 i Strömsund, bosatt i Östersund, är en kirurg, författare, krönikör, tecknare och föreläsare.

## Verksamhet
Som son till lanthandlaren Gunnar Simonson i Strömsund på "Simonsons Handelsbod" fick han tidigt hjälpa till i affären och träffa folk av alla kategorier, och han återvänder ofta i sin nuvarande verksamhet till sin barndoms Strömsund med berättelser som exemplifierar vad han vill åskådliggöra.
Simonson studerade medicin vid Umeå universitet. Hans teckningar syns ofta i Läkartidningen, och han är fast krönikör i tidningen Dagens Medicin.
Under 1990-talet gjorde han ett 30-tal TV-program i SVT och TV4, bland annat serien Sjuka genier, samt en serie program om medicinhistoria. Han medverkar ofta i olika radio- och TV-program, särskilt med medicinsk anknytning, till exempel programmet Fråga doktorn, men även i underhållningsprogram, till exempel SVT:s Sommarpratarna.